# Johann Konrad Ammann

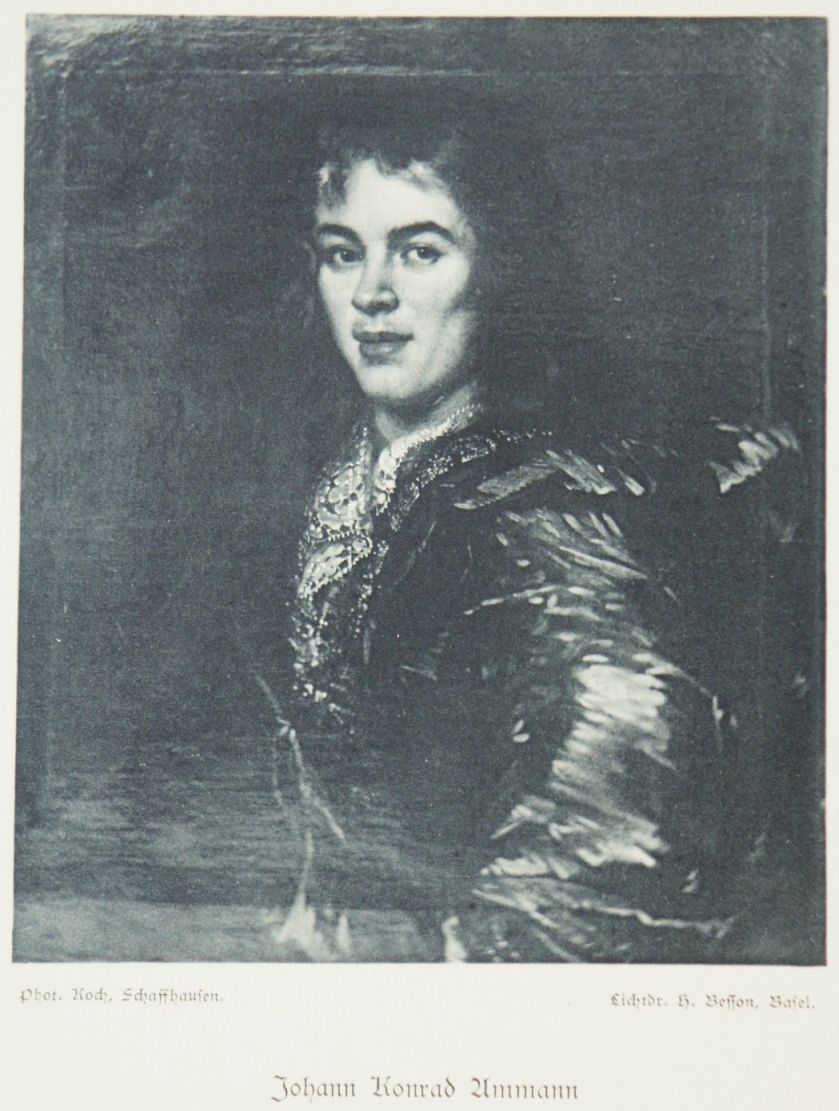
Johann Konrad Ammann, Portrait von Friedrich Wettstein, Museum zu Allerheiligen, 1. April 1944 zerstört

Johann Konrad Ammann (* 1669, getauft 7. Februar 1669 in Schaffhausen; † 1724 in Warmond bei Leiden) war ein Schweizer Arzt und Gehörlosenpädagoge.

## Leben

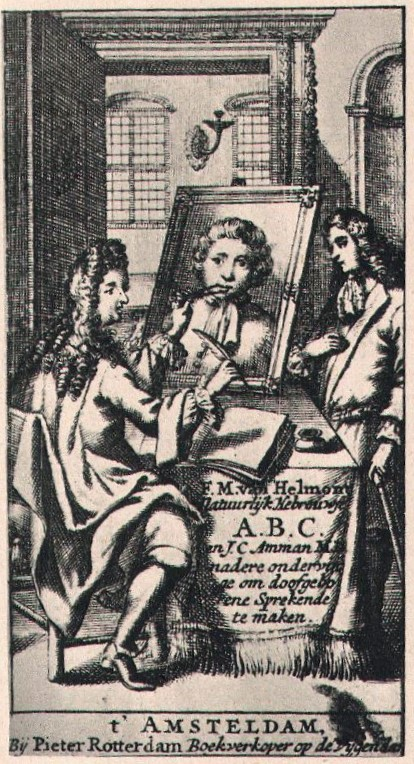
Ammanns Lehrbuch

Johann Konrad Ammann promovierte 1687 in Basel und gilt als einer der ersten Verfasser von Anleitungen zur Erziehung von „Taubstummen“ mit dem 1692 in Amsterdam erschienenen Werk Surdus loquens (Der sprechende Taube). 1700 erschien seine Dissertatio de loquela (Abhandlung über das Sprachvermögen), beide Werke wurden in mehrere moderne Sprachen übersetzt.
Ammanns Vorschläge zur Erziehung von „Taubstummen“ bestanden darin, die Aufmerksamkeit der Schüler auf die Lippen- und Kehlenbewegungen des Sprechenden zu lenken und sie dann zu veranlassen, diese Bewegungen nachzuahmen, bis sie in erkennbare Buchstaben, Silben und Wörter einmündeten. Es wird vermutet, dass Surdus loquens die Grundlage von Samuel Heinickes Unterrichtsmethode war.
Ammann wird die Aussage zugeschrieben, dass „der biblische Hauch Gottes, dem ersten Menschen, Adam, gegeben, die Fähigkeit zu sprechen darstellt“. Damit wurde die Wichtigkeit des Sprechens als das wesentlichste Menschliche überhaupt abgeleitet und die Gebärdensprache als nicht menschlich verurteilt. Dies lieferte die philosophische Grundlage, mit welcher später die Oralisten die Gegnerschaft zur Gebärdensprache in der Erziehung tauber Kinder begründeten.
Ammanns Surdus loquens findet Erwähnung durch den englischen Kleriker und Mathematiker John Wallis in Philosophical Transactions of the Royal Society 1698.
Zu Johann Konrad Ammann gibt es in verschiedenen Dokumenten zahlreiche Variationen der Namens-Schreibweise sowohl des Familiennamens („Amman“, "Amann") als auch der Vornamen („Johannes Conradus“ usw.) sowie auch Verwechslungen mit dem 1724 in Schaffhausen geborenen und den historischen Dokumenten zufolge vorübergehend in Leiden lebenden Arzt Johann Conrad Ammann.
Johann Konrad Ammann war seit 1694 verheiratet mit Maria Birrius (oder Birris) in Amsterdam.

## Zitate
Die Entdeckungen Ammans sind wohl von einem höheren Werthe; er hat Menschen dem blinden Triebe entzogen zu welchem sie verurtheilt zu sein schienen; er hat sie mit Ideen, mit Geist, mit einem Worte mit einer Seele ausgestattet, die sie sonst niemals gehabt hätten. Welches Können möchte man höher veranschlagen!

## Werke
- Surdus loquens seu Methodus qua, qui surdus natus est, loqui discere possit. Amstelodami:  Wetstenius 1692 (swissbib)
- The Talking Deaf Man. 1692 (englischer e-text von Project Gutenberg)
- Dissertatio de loquela, qua non solum vox humana, et loquendi artificium ex originibus suis eruuntur, sed et traduntur media, quibus ii, qui ab incunabulis surdi et muti fuerunt, loquelam adipisci ... possint.  Amstelaedami: Wolters 1700 (swissbib)
- Cours elementaire d'education des sourds-muets, suivi d'une Dissertation sur la parole. Paris 1879.
- John Conrade Amman: The Talking Deaf Man. Dodo Press, New Mills UK 2009, ISBN  978-1409955412
- John Conrade Amman: Surdus loquens. Valde Books, United States 2009, ISBN 978-1444450583